# 奧奈爾普萊斯 (加利福尼亞州)
奧奈爾普萊斯（英語：O'Neil Place）是位於美國加利福尼亞州門多西諾縣的一個非建制地區。該地的面積和人口皆未知。

## 地理
奧奈爾普萊斯的座標為39°41′56″N 122°57′37″W / 39.69889°N 122.96028°W，而該地的平均海拔高度為1562米（即5125英尺）。